# پهلوان

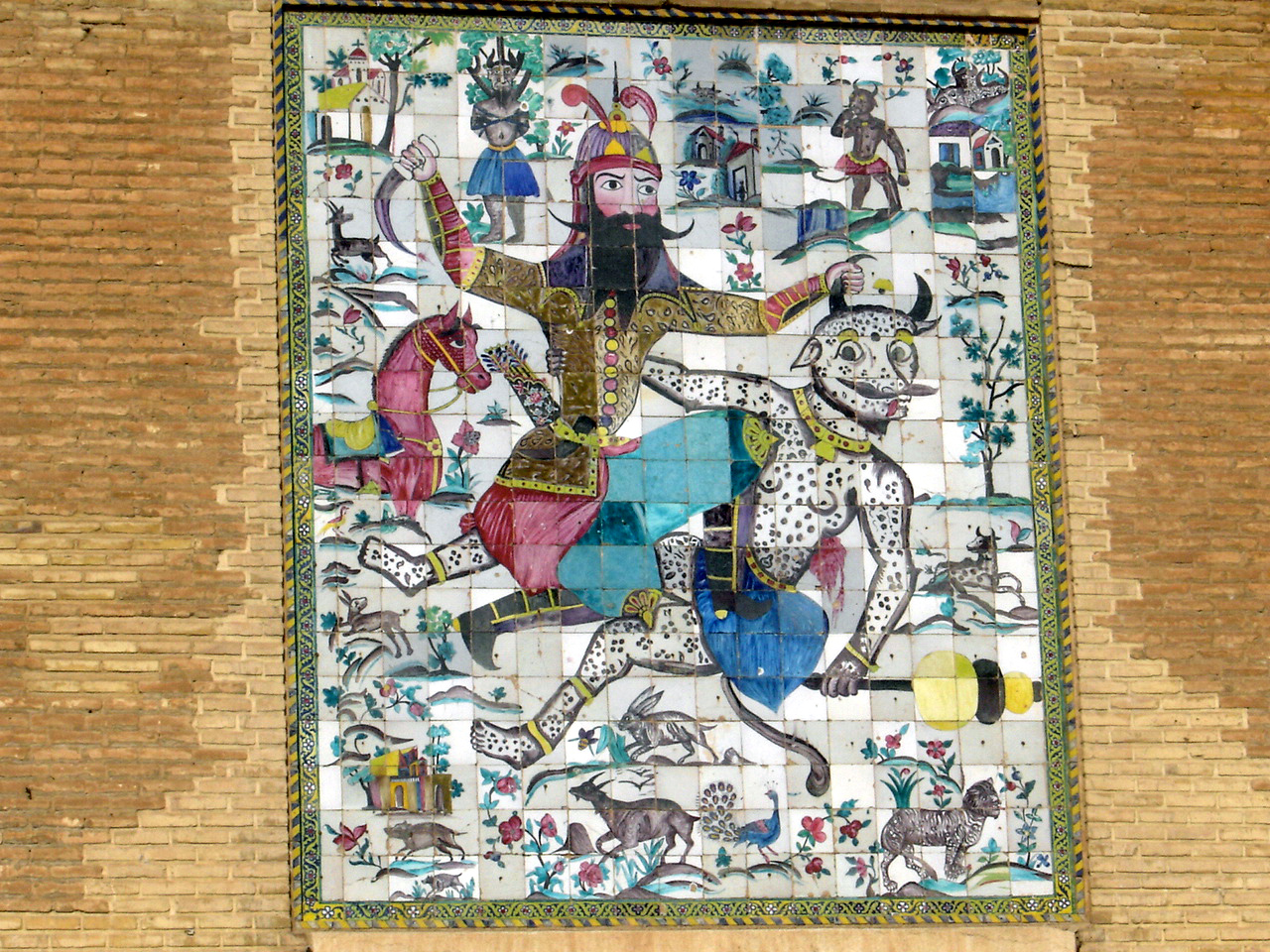
نبرد رستم و دیو سفید، ارگ کریم خانی، شیراز

پهلوان واژه‌ای فارسی است که در غرب آسیا برای نامیدن برخی ورزشکاران حرفه‌ای به کار می‌رود. در واقع، پهلوان لقبیست که به ورزشکارانی با منش بزرگ و ( پهلوانی )داده میشد و در واقع یک ویژگی اخلاقی است که از چندین مولفه تشکیل میشود که مهم ترین آنها دادگری و دفاع از حقوق ضعفا و همچنینن از خود گذشتگی و ایستادگی در مقابل ظالمان است

پهلوان ترکیبی‌است از «پهلَو» + «ـان» و آن را منسوب به پَهلَو سرزمین و مردم آن دیار دانسته‌اند که مردمانش به توانایی و دلیری شهرت داشتند. سنت‌هان ایشان هم که آمیزه‌ای از سلحشوری و جوانمردی بوده‌است نزد ایرانیان به سنت پهلوانی مشهور گشت و بر زندگی و حماسه‌های ایرانیان تأثیر بسیاری گذاشت.

## برخی از ملقبان به «پهلوان» عبارت‌اند از:
- گرشاسپ
- رستم («جهان‌پهلوان»)
- کیخسرو
- اسفندیار
- فیله همدانی
- پوریای ولی
- موسی خمیس گرزدین وند
- ابراهیم حلاج یزدی
- حسین گلزار
- اکبر خراسانی
- حمزه علی پهلوان‌پور پهلوان اول دورهٔ پهلوی و صاحب زورخانه پهلوان‌پور[۳]
- حسین گلزار کرمانشاهی
- علی آقا جاویدان کرمانشاهی
- سید علی حق‌شناس کمیاب (۱۲۸۵–۱۳۵۲)
- احمد وفادار (۱۳۰۶_۱۳۸۳)
- غلامرضا تختی (۱۳۰۹–۱۳۴۶) (در ادبیات کشتی معروف به «جهان‌پهلوان»)
- یعقوبعلی شورورزی (۱۳۰۲–۱۳۷۸)
- خلیل عقاب (۱۳۰۳–۱۴۰۲)
- رسول خادم

## القاب و عناوین پهلوانان
القاب و عناوین پهلوانان به شرح زیر بوده‌است:
پهلوان اول کشور
این پهلوان باید تمام پهلوانان کشور را مغلوب کرده و آخرین کُشتی را در حضور پادشاه می‌گرفت.
پهلوان صاحب تاج
کسی که غیر از مقام پهلوانی و استادی و نیروی بدنی به نیکنامی معروف بوده مضافاً به کسوت و طریقت اهل فقر درآمده باشد ضمن انجام مراسمی به دست پیر و مرشد و مراد خویش به استعمال تاج فقر مفتخر می‌گردید.
بد افت
کشتی‌گیرانی که در دست حریف سرسختی نشان داده او را به زحمت می‌انداخته‌اند بدافت می‌شدند.
بدل‌کار
از فنون کشتی یکی بدل‌کاری است یعنی هر فن که حریف به کار ببرد او بدل کند و حریف را به زحمت بیندازد.
پهلوان زورگر
زورگران معمولاً از تنومندترین ورزشکاران باستانی بوده‌اند که چون بدنشان با آلات سنگین ورزشی به ورزیدگی و رسایی کامل می‌رسید به نمایش زورگری در نزد رجال درجه اول و حکام و خان‌ها یا در محل‌های عمومی می‌پرداختند و از این رهگذر ارتزاق می‌کردند.
پهلوان کنفت‌کن
به کسی می‌گفتند که در کشتی مقام و منزلتی نداشت ولی هنگام درگیری و زورآزمایی با پهلوانان نامی سرسختی نشان می‌داد و با نیرنگ و زیرکی مقاومت می‌کرد و گهگاه با حرکاتی ناشایست موجب لکه‌دار شدن حیثیت حریف می‌گشت.
پهلوان پنبه
این پهلوان ورزشکاری بود درشت‌اندام و قوی‌هیکل ولی بی هنر و جبون و ترسو که نه میدان رفته و کشتی گرفته بود و نه جسارت و شجاعتی از خود نشان می‌داد اما بسیار ادعای پهلوانی می‌کرد و در عالم حرف و پرچانگی پشت حریفان نامدار را به خاک می‌مالید.

## بازوبند پهلوانی ایران
رقابت‌های کشتی پهلوانی ایران برای شناختن پهلوانِ ایران، رقابت‌های ورزشی است که هر ساله در ایران برگزار می‌شود و در آن ورزشکاران از سراسر ایران برای دستیابی به بازوبند در آن شرکت می‌جویند. اگرچه این رقابت‌ها ریشه‌های باستانی دارند، چارچوب نوین آن از سال ۱۳۲۳ (۱۹۴۴) برگزار شده‌است.
برنده این رقابت‌ها پهلوان نامیده می‌شد و دارنده بازوبند پهلوانی می‌شد. پهلوانان صاحب بازوبند پهلوانی ایران علاوه بر مقام پهلوانی از لحاظ اجتماعی نیز جای‌گاه ویژه‌ای در میان توده مردم داشتند.